# مدغل الجدعان (مدغل الجدعان)

تعديل مصدري - تعديل

مدغل الجدعان هي إحدى قرى عزلة مدغل الجدعان بمديرية مدغل الجدعان التابعة لمحافظة مأرب، بلغ تعداد سكانها 371 نسمة حسب تعداد اليمن لعام 2004.